# Észak lángjai
Az Észak lángjai egy 1992-ben, megjelent a M.A.G.U.S. szerepjáték világának egyik fő bemutató regényeként írta Wayne Chapman.
A regény egy Tier Nan Gorduin nevű ilanori bárdról szól, aki a szerzők (Gáspár András és Novák Csanád) egyéb műveiben (Csepp és tenger, Karnevál, A Halál havában, Bárd és a démonok, A fekete dalnok, A vándorló dalnok, Keleti szél I-II.) is főszereplőként jelenik meg. A regény a 14. Zászlóháború idején játszódik, melynek megnyerésében Gorduinnak és társainak (Rosanna de Lamar, Alyr Arkhon, Timur cwa Anrem, Graum Hegdrok...) is jelentős része van. A regényt 4-szer adták ki: 1992-ben, 1995-ben, 2002-ben és 2009-ben.